# Si tu crois fillette
Pour plus de détails, voir Fiche technique et Distribution.
Si tu crois fillette (Pretty Maids All in a Row) est un film américain réalisé par Roger Vadim, sorti en 1971.

## Fiche technique
- Titre original : Pretty Maids All in a Row
- Titre français : Si tu crois fillette
- Réalisation : Roger Vadim
- Scénario : Gene Roddenberry d'après le roman de Francis Pollini
- Musique : Lalo Schifrin
- Société de production : Metro-Goldwyn-Mayer
- Pays d'origine : États-Unis
- Format : Couleurs - 1,85:1 - Mono
- Genre : comédie dramatique
- Date de sortie : 1971

## Distribution
- Rock Hudson (VF : René Arrieu) : Michael "Tiger" McDrew
- Angie Dickinson : Miss Betty Smith
- Telly Savalas (VF : André Valmy) : Capitaine Sam Surcher
- John David Carson (VF : Thierry Bourdon) : Ponce de Leon Harper
- Roddy McDowall : M. Proffer
- Keenan Wynn (VF : Philippe Dumat) : Chef John Poldaski
- James Doohan : Follo
- William Campbell (VF : Jacques Richard) : Grady
- Susan Tolsky : Miss Craymire
- Barbara Leigh : Jean
- Aimee Eccles : Hilda
- June Fairchild : Sonny
- Brenda Sykes : Pamela
- Alberto Isaac